# Epicadus rubripes
Epicadus rubripes es una especie de araña cangrejo del género Epicadus, familia Thomisidae. Fue descrita científicamente por Mello-Leitão en 1924.

## Distribución
Esta especie se encuentra en Brasil.

## Taxonomía
Fue descrita por Mello-Leitão en 1924.
Tratamiento taxonómico
La especie aparece registrada y publicada en Algumas aranhas novas du Brasil. Boletim do Museu Nacional do Rio de Janeiro 1(4): 275–281.